# David Tal
David Tal (hebrejsky: דוד טל) byl izraelský politik a poslanec Knesetu za stranu Kadima.

## Biografie
Narodil se 26. ledna 1950 ve městě Rechovot. Vzdělání získal na střední škole začleněné do sítě World ORT. Sloužil v izraelské armádě, kde dosáhl hodnosti First Sergeant (Rav Samal). Profesí byl mechanik. Hovořil hebrejsky, arabsky a anglicky.

## Politická dráha
Zasedal v samosprávě města Rišon le-Cijon, byl ve vedení podniku Rishon Lezion Economic Company. Zastával post předsedy sociálního odboru odborové centrály Histadrut.
V izraelském parlamentu zasedl poprvé po volbách do Knesetu v roce 1996, ve kterých kandidoval za stranu Šas. Ve volebním období 1996–1999 zastával mimo jiné funkci člena výboru pro ústavu, právo a spravedlnost, výboru práce a sociálních věcí, výboru státní kontroly a výboru pro vyšetření pádu mostu na makabiádě. Mandát obhájil ve volbách do Knesetu v roce 1999, opět za stranu Šas. Členem parlamentu ale zůstal jen do listopadu 2002. Zasedal ve výboru pro ústavu, právo a spravedlnost, ve výboru výboru práce, sociálních věcí a zdravotnictví, ve výboru pro zahraniční záležitosti a obranu a předsedal vyšetřovacímu výboru pro přezkoumání implementace a financování plánu národního zdravotního pojištění.
Ve volbách do Knesetu v roce 2003 byl znovu zvolen, nyní ale za politickou formaci Am Echad (odštěpenecká skupina tvořená převážně bývalými členy Strany práce). V letech 2003–2006 byl členem výboru pro ekonomické záležitosti, petičního výboru a výboru pro imigraci, absorpci a záležitosti diaspory. Do voleb do Knesetu v roce 2006 šel za stranu Kadima a byl opětovně zvolen. Zastával post člena parlamentního výboru pro ústavu, právo a spravedlnost, výboru práce, sociálních věcí a zdravotnictví, finančního výboru, předseda výboru House Committee, byl dále členem výboru pro ekonomické záležitosti, výboru pro zahraniční dělníky, výboru pro práva dětí. Předseda podvýboru pro šmitu a podvýboru pro přezkoumání bezpečnostních opatření pro členy Knesetu.